# Partito Repubblicano (Francia)
Il Partito Repubblicano (in francese Parti républicain, PR) è stato un partito politico francese, creato nel 1977, e dissoltosi nel 1997, con la creazione del movimento Democrazia Liberale, sotto la direzione di Alain Madelin. D'ispirazione liberale, nacque per sostenere l'azione dell'allora presidente della Repubblica francese Valery Giscard d'Estaing.

## Storia

### La fondazione e la collocazione nell'UDF
Il 19 e 20 maggio 1977 la Federazione Nazionale dei Repubblicani e Indipendenti (Fédération nationale des républicains et indépendants -FNRI) si trasformò nel Parti républicain et républicain indépendant, più comunemente noto come Parti républicain (PR).
Tra il 1978 e il 1997 il movimento fece parte, col Centro dei Democratici Sociali (CDS), il Movimento democratico-socialista e il Partito Radicale, dell'Unione per la Democrazia Francese (UDF). Tale alleanza, d'ispirazione centrista, nacque per controbilanciare la spinta di destra del Raggruppamento per la Repubblica (RPR), l'altro principale partito che sosteneva il presidente della Repubblica, Giscard d'Estaing.
Alle elezioni politiche del 1978 il PR raccolse 2.968.014 voti, pari al 10,56%, eleggendo 71 deputati, sui 121 eletti nelle file dell'UDF (che ottenne il 21,45% dei suffragi al primo turno). La maggioranza presidenziale, di cui il PR faceva parte, sconfisse l'opposizione di sinistra.

### La svolta liberista
Dopo la sconfitta alle elezioni presidenziali del 1981, il movimento si allontanò da Giscard, e venne guidato da una nuova generazione di politici, che ebbe in François Léotard, il suo leader. L'impostazione ideologica assunta dal movimento si avvicinò alla Rivoluzione conservatrice, guidata, all'epoca, dal Presidente degli Stati Uniti d'America Ronald Reagan e dal primo ministro britannico Margaret Thatcher.
Alle elezioni legislative dello stesso l'alleanza di centrodestra, di cui faceva parte il PR, fu sconfitta nuovamente da quella di sinistra. Alle successive elezioni legislative, del 1986 il PR, come parte dell'UDF, fu nuovamente nella coalizione vincente.
La corrente al potere nel partito, denominata la bande à Léo, ridefinì l'alleanza coi neogollisti del RPR, supportando la candidatura di Jacques Chirac alle presidenziali del 1988, in opposizione al candidato ufficiale dell'UDF, Raymond Barre. Anche in questo caso però le elezioni vennero vinte dal candidato di sinistra, François Mitterrand. Anche le seguenti elezioni politiche videro l'affermazione della coalizione di sinistra, spingendo così il PR (sempre membro dell'UDF) all'opposizione. Uno degli esponenti del PR, Jean-Pierre Soisson, venne però nominato ministro nel Governo Rocard II, nato subito dopo le elezioni legislative. Pur essendo un governo di sinistra tale ministero si avvalse anche della collaborazione di esponenti di partiti di centro-destra, in forza di quella condizione politica definita ouverture, ovvero di collaborazione di esponenti non direttamente collegabili all'ideologia del governo in carica. Soisson venne confermato ministro anche nel successivo Governo Cresson. Rimase in carica fino a fine marzo 1992, poco prima della nascita del nuovo Governo Bérégovoy. Nello stesso anno Soisson fondò il Movimento dei Riformatori (Mouvement des réformateurs- MDR), uscendo dal PR.
Dopo l'ampia vittoria del centrodestra alle elezioni legislative del 1993 altri esponenti del PR entrarono nei vari governi succedutisi nella legislatura.

### La nascita del Partito Popolare per la democrazia francese
Per le elezioni presidenziali del 1995 il movimento si spaccò: François Léotard e Gérard Longuet supportarono Édouard Balladur, mentre Alain Madelin e Jean-Pierre Raffarin seguirono Jacques Chirac, che vinse.
Il 1º luglio 1995 la  Fédération nationale des Clubs Perspectives et Réalités si costituì in movimento autonomo, sempre all'interno dell'UDF, col nome di Partito Popolare per la Democrazia Francese (Parti populaire pour la démocratie française -PPDF). Tale movimento era costituito in larga parte da esponenti provenienti dal PR. Il 24 agosto dello stesso anno un ministro (Charles Millon, a capo del dicastero della Difesa), e sei deputati del PR abbandonarono il partito e divennero aderenti diretti dell'UDF.

### La fine del PR
Il 24 giugno 1997 il PR si trasformò in Democrazia Liberale (Démocratie libérale), partito presieduto da Alain Madelin.

## Struttura

### Segretari generali
- 1977–1978: Jean-Pierre Soisson
- 1978–1982: Jacques Blanc
- 1982–1988: François Léotard

### Presidenti
- 1988–1990: François Léotard
- 1990–1995: Gérard Longuet
- 1995–1997: François Léotard

### Presidenti dei gruppi parlamentari

#### Assemblea nazionale
- 1977–1981: Roger Chinaud (gruppo dei Repubblicani Indipendenti fino al 1978, poi UDF)
- 1981–1989: Jean-Claude Gaudin (gruppo UDF)
- 1989–1995: Charles Millon (gruppo UDF)
- 1995–1997: Gilles de Robien (gruppo UDF)

#### Senato
I membri del PR al Senato, durante l'esistenza del partito, continuarono a partecipare al Senato in un proprio gruppo denominato prima Unione dei Repubblicani e degli indipendenti, fino al 1993, poi, successivamente Gruppo dei Repubblicani e Indipendenti.
- 1977–1984: Philippe de Bourgoing
- 1984–1995: Marcel Lucotte
- settembre - novembre 1995: Jean-Claude Gaudin
- 1995–2002 (PR, fino al 1997): Henri de Raincourt

## Nelle istituzioni

### Presidenti della Repubblica
- 1974–1981 : Valéry Giscard d'Estaing (eletto nel 1974 come Repubblicano Indipendente)

### Ministri
Governo Barre II (1977-1978)
Inizialmente 4 poi 5 ministri del PR sui 13, poi 14, in totale:
- Interno: Christian Bonnet
- Cultura e ambiente: Michel d'Ornano
- Lavori pubblici: 
  - Jean-Pierre Fourcade (fino al settembre 1977)
  - Fernand Icart (1977-1978)
- Educazione nazionale: René Haby
- Università: Alice Saunier-Seité (a partire dal gennaio 1978)

Governo Barre III (1978-1981)
Inizialmente 6 poi 7, infine ancora 6 ministri del PR sui 19, poi 18 infine 17 in totale :
- Interno: Christian Bonnet
- Ambiente: Michel d'Ornano
- Università: Alice Saunier-Seité
- Industria: André Giraud
- Commercio estero: Jean-François Deniau (1978-1980)
- Gioventù, Sport e tempo libero: Jean-Pierre Soisson
- Cultura e comunicazione: Michel d'Ornano (marzo - maggio 1981)
- Commercio e artigianato: Maurice Charretier (1979-1981)

Governo Chirac II (1986-1988)
3 ministri del PR sui 14 totali:
- Cultura e comunicazione: François Léotard
- Difesa: André Giraud
- Industria, poste e telecomunicazioni e turismo: Alain Madelin

Governo Rocard II (1988-1991)
1 ministro del PR sui 21 totali: 
- Lavoro, impiego e formazione professionale: Jean-Pierre Soisson

Governo Cresson (1991-1992)
1 ministro del PR sui 19 totali: 
- Funzione pubblica e ammodernamento amministrativo: Jean-Pierre Soisson

Governo Balladur (1993-1995)  
5 ministri del PR sui 23, poi 22, totali:
- Difesa: François Léotard
- Industria, poste, telecomunicazioni e commercio estero: 
  - Gérard Longuet (1993-1994)
  - José Rossi (1994-1995)
- Imprese, sviluppo economico, con delega alle piccole medie imprese, commercio e artigianato: Alain Madelin
- Agricoltura e pesca: Jean Puech
- Alloggi: Hervé de Charette

Governo Juppé I (maggio - novembre 1995)
6 poi 4, infine 3 ministri del PR sui 26 totali:
- Economia e finanze: Alain Madelin (maggio - agosto 1995)
- Affari esteri: Hervé de Charette (passò al PPDF a luglio)
- Difesa: Charles Millon (aderì poi direttamente all'UDF ad agosto)
- Funzione pubblica: Jean Puech
- Agricoltura, pesca, alimentazione: Philippe Vasseur
- Piccole medie imprese, commercio e artigianato: Jean-Pierre Raffarin (passò al PPDF in luglio)

Governo Juppé II (1995-1997)
2 ministri del PR sui 16 totali: 
- Agricoltura, pesca, alimentazione: Philippe Vasseur
- Lavori pubblici, città e integrazione: Jean-Claude Gaudin